# روبرت إم. أيريس
روبرت إم. أيريس (بالإنجليزية: Robert M. Ayres)‏ هو مهندس معماري أمريكي، ولد في 19 أغسطس 1898، وتوفي في 8 أغسطس 1977.

## معرض صور

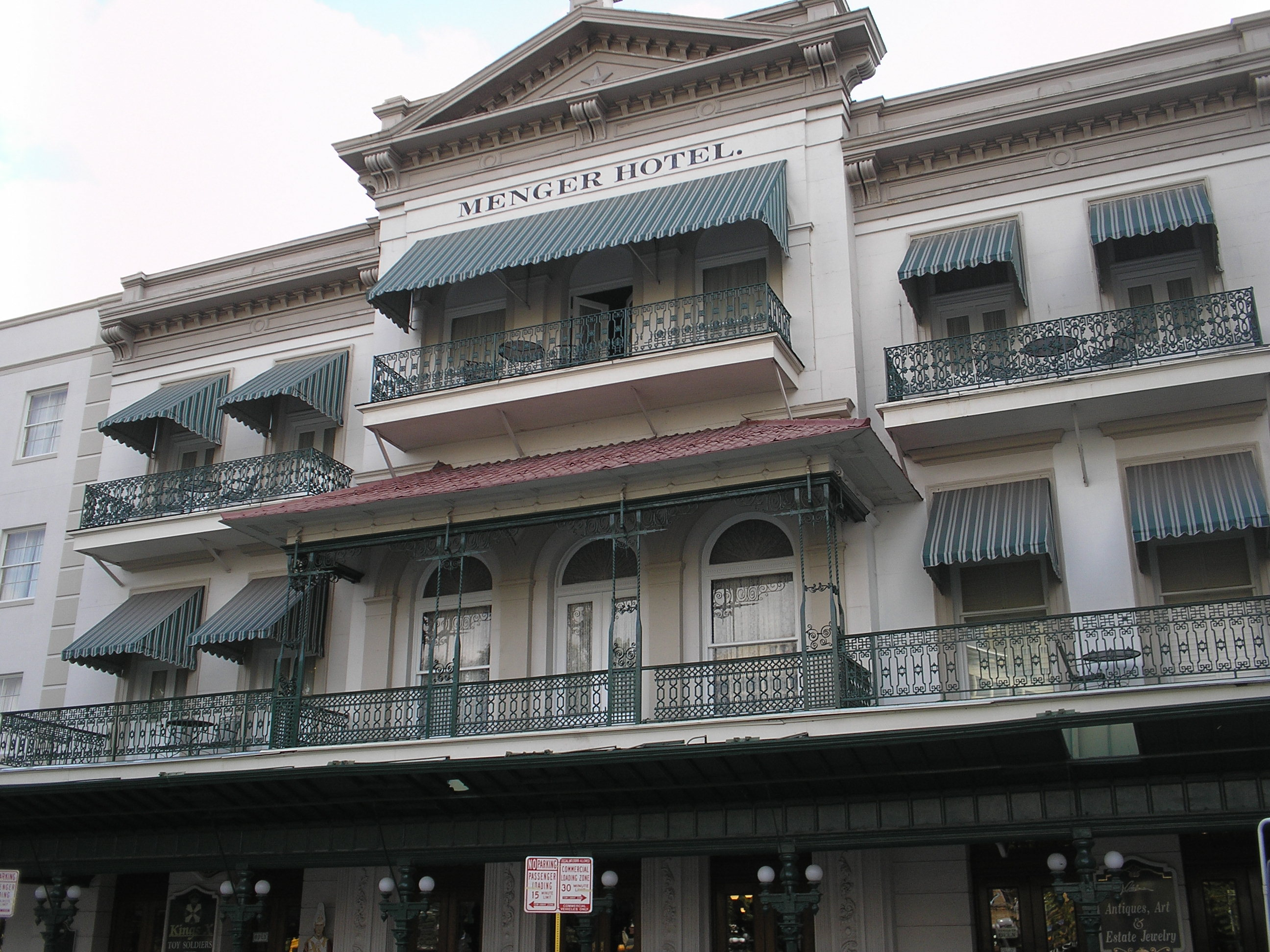
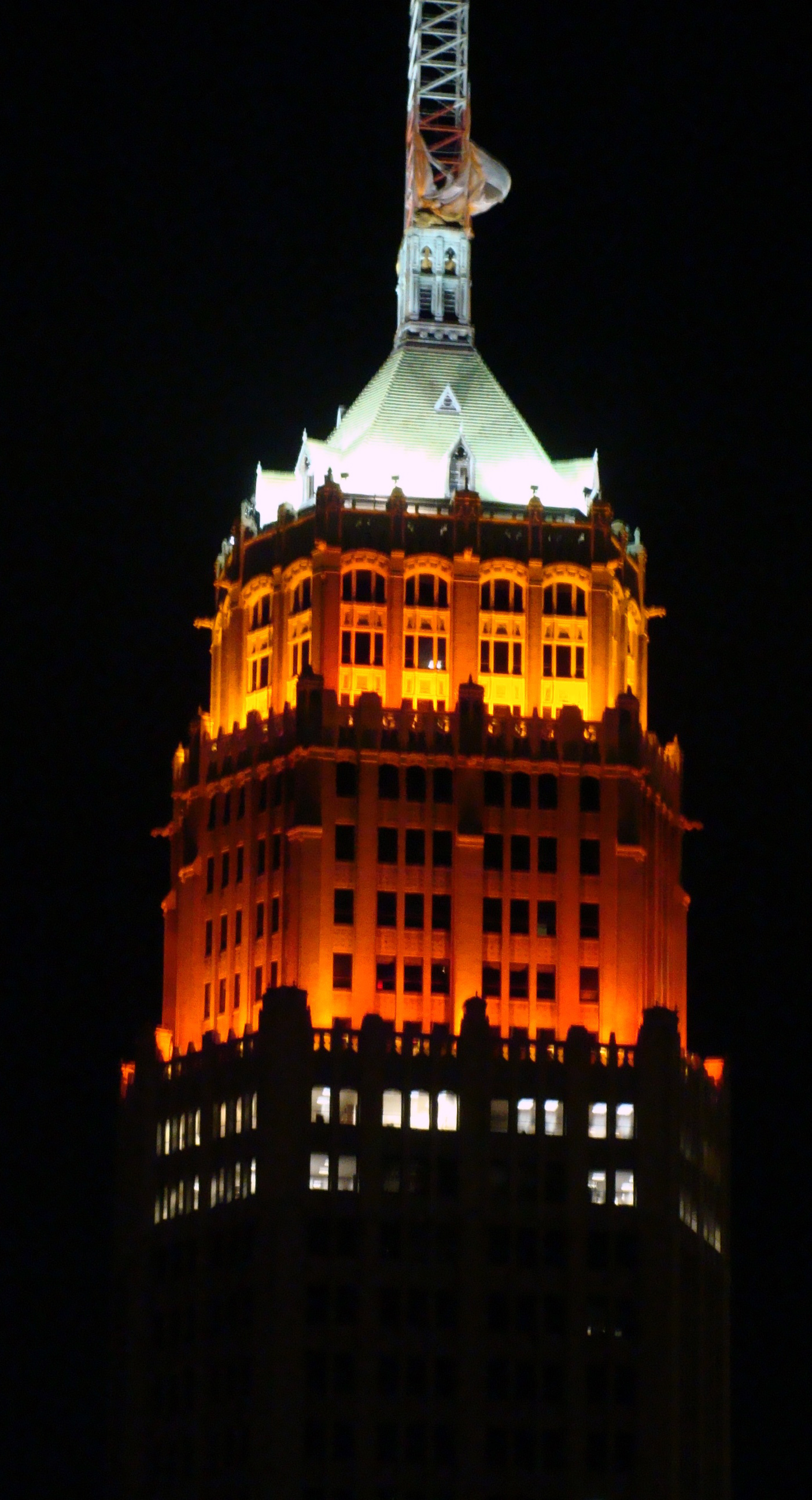
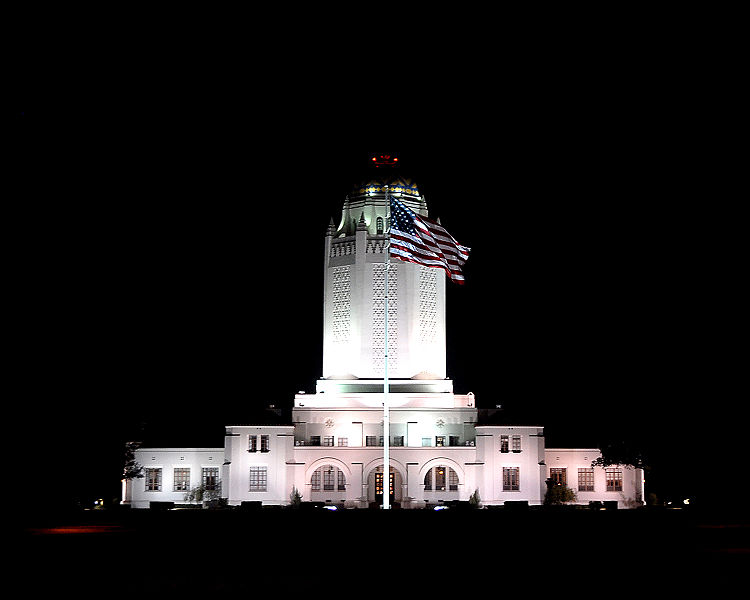